# 박영순 (1905년)
박영순(朴英淳, 1905년 10월 19일~1987년 8월 18일)은 독립운동가 출신 조선민주주의인민공화국의 정치인이다. 광복 이후 최고인민회의 대의원과 조선로동당 중앙위원회 위원 등을 지냈다.

## 참고 자료
- Pak Yong Sun (1970). 〈'There is nothing impossible once we determine to do'〉. 《Reminiscences of the Anti-japanese Guerillas》. Pyongyang: Foreign Languages Publishing House. OCLC 3207399.}}